# Frellstedt
Frellstedt település Németországban, azon belül Alsó-Szászország tartományban. Lakosainak száma 837 fő (2023. december 31.).

## Népesség
A település népességének változása:
| Lakosok száma | 802  | 807  | 789  | 782  | 810  | 837  |
|               | 2016 | 2017 | 2019 | 2021 | 2022 | 2023 |